# 23234 Lilliantsai
23234 Lilliantsai là một tiểu hành tinh vành đai chính với chu kỳ quỹ đạo là 1419.9916923 ngày (3.89 năm).
Nó được phát hiện ngày 20 tháng 11 năm 2000.